# 余剑锋
余剑锋（1965年10月—），男，汉族，甘肃天水人，中华人民共和国政治人物，现任中国共产党第二十届中央委员会候补委员，中国核工业集团有限公司董事长、党组书记。